# Quincy Williams
Quincy Williams (Birmingham, 28 agosto 1996) è un giocatore di football americano statunitense che milita nel ruolo di linebacker per i New York Jets della National Football League (NFL).

## Carriera

### Jacksonville Jaguars
Williams fu scelto nel corso del terzo giro (98º assoluto) del Draft NFL 2019 dai Jacksonville Jaguars. Debuttò come professionista partendo come titolare nella gara del primo turno contro i Kansas City Chiefs mettendo a segno 4 tackle. Fu l'inside linebacker titolare in otto delle prime undici partite prima di finire in lista infortunati l'11 dicembre 2019. La sua stagione da rookie si chiuse con 48 tackle.

### New York Jets
Il 1º settembre 2021 Williams firmò con i New York Jets dove raggiunse il fratello Quinnen. Il 3 ottobre 2021, nella vittoria sui Tennessee Titans, i due divennero la prima coppia di fratelli a mettere a segno un sack per la stessa squadra nella stessa partita da quando i sack divennero una statistica ufficiale nel 1982.
Il 20 agosto 2022 Williams fu multato di 10.609 dollari per un colpo in ritardo su Jalen Hurts durante la prima gara di pre-stagione contro i Philadelphia Eagles.
Il 15 marzo 2023 Williams firmò un'estensione contrattuale triennale del valore di 18 milioni di dollari con i Jets. Nel quinto turno mise a segno un sack su Russell Wilson che forzò un fumble che fu recuperato dal compagno Bryce Hall e ritornato in touchdown nella vittoria sui Denver Broncos. A fine stagione fu inserito nel First-team All-Pro dopo avere fatto registrare 139 tackle, 2 sack, un intercetto e due fumble forzati.

## Palmarès
- First-team All-Pro: 1

2023
- Difensore della AFC del mese: 1

ottobre 2023

## Famiglia
Quincy è il fratello maggiore di Quinnen Williams dei Jets, scelto anch'egli nel Draft 2019. I due dal 2021 militano nella stessa squadra.